# Clinton megye (Iowa)
Clinton megye az Amerikai Egyesült Államokban, azon belül Iowa államban található. Lakosainak száma 46 460 fő (2020. április 1.). Clinton megye Jackson, Scott, Rock Island, Jones, Cedar, Whiteside és Carroll megyékkel határos.

## Népesség
A megye népessége az elmúlt években az alábbi módon változott:
| Lakosok száma | 49 107 | 49 098 | 48 708 | 48 420 | 47 768 | 46 460 |
|               | 2010   | 2011   | 2012   | 2013   | 2015   | 2020   |